# Thaumatocyprididae
Thaumatocyprididae is een familie van kreeftachtigen uit de klasse van de Ostracoda (mosselkreeftjes).

## Taxonomie

### Onderfamilie
- Pokornyopsinae Kozur, 1974 †

### Geslachten
- Danielopolina Kornicker & Sohn, 1976
- Humphreysella Kornicker & Danielopol, in Kornicker, Danielopol & Humphreys, 2006
- Thaumatoconcha Kornicker & Sohn, 1976
- Thaumatocypris Mueller, 1906
- Thaumatomma Kornicker & Sohn, 1976
- Welesina Iglikowska & Boxshall, 2013